# Irit Ziffer
Irit Ziffer (Tel Aviv, 1954) é uma arqueóloga israelense, curadora do Museu da Cerâmica de Israel. É casada com o escritor Benny Ziffer. 
As suas pesquisas envolvem a investigação dos símbolos na arte antiga da região mesopotâmica e do oriente médio.